# رایس‌اشتراسه
رایس‌اشتراسه (به آلمانی: Reisstraße) یک منطقهٔ مسکونی در اتریش است که در مورتال واقع شده‌است. رایستراس ۶۲٫۲۸ کیلومتر مربع مساحت دارد ۸۴۲ متر بالاتر از سطح دریا واقع شده‌است.